# Сан-Грегорио-де-Поланко
Сан-Грегорио-де-Поланко (исп. San Gregorio de Polanco) — город в северной части Уругвая, в департаменте Такуарембо.

## География
Расположен на северном побережье водохранилища Лаго-Ринкон-дель-Бонете, примерно в 140 км к югу от административного центра департамента, города Такуарембо и в 350 км к северу от Монтевидео. Абсолютная высота — 19 метров над уровнем моря.

## История
Был основан 27 ноября 1853 года. Получил статус малого города (Villa) 13 октября 1963 года. Получил статус города (Ciudad) 13 декабря 1994 года.

## Население
Население по данным на 2011 год составляет 3415 человек.
| год  | Население |
| ---- | --------- |
| 1908 | 6004      |
| 1963 | 2489      |
| 1975 | 2877      |
| 1985 | 2856      |
| 1996 | 3101      |
| 2004 | 3673      |
| 2011 | 3415      |

Источник: Instituto Nacional de Estadística de Uruguay